# Bittersweet White Light
Bittersweet White Light è il nono album in studio da solista della cantante statunitense Cher, prodotto da Snuff Garrett e pubblicato nel 1973 dalla MCA Records.

## Descrizione
Composto da otto tracce (tutte cover), il disco è uno dei più sottovalutati della carriera di Cher ed è considerato il secondo flop della cantante per gli anni settanta. Nel mondo l'album vendette 800,000 copie. 
Nel 1999 fu pubblicata una compilation intitolata semplicemente Bittersweet contenente gli otto pezzi originali più altre otto ballate registrate da Cher nel 1971-72 (tra cui la hit "The Way of Love") che ebbe un discreto successo di mercato.

## Tracce
1. By Myself – 3:29 (Schwartz/Dietz)
2. I Got It Bad and That Ain't Good – 3:54 (Ellington/Webster)
3. Am I Blue – 3:47 (Clarke/Akst)
4. How Long Has This Been Going On – 4:23 (Gershwin/Gershwin)
5. The Man I Love – 4:27 (Gershwin/Gershwin)
6. Jolson Medley: Sonny Boy/My Mammy/Rock-a-Bye Your Baby with a Dixie Melody – 4:16 (Jolson/DeSlyva/Schwarz/Young/Brown/Henderson/Lewis/Donaldson)
7. More Than You Know – 3:44 (Rose/Eliscu/Youmans)
8. Why Was I Born